# Symplecta sinawava
Symplecta sinawava är en tvåvingeart som först beskrevs av Alexander 1948.  Symplecta sinawava ingår i släktet Symplecta och familjen småharkrankar. Inga underarter finns listade i Catalogue of Life.